# Liste von Terroranschlägen im Jahr 1971
Die Liste von Terroranschlägen im Jahr 1971 enthält eine unvollständige Auswahl von Terroranschlägen, die im Jahr 1971 passierten. Attentate werden gesondert in der Liste bekannter Attentate behandelt. Die Liste von Sprengstoffanschlägen listet auch nichtterroristische Anschläge. Die Liste von Flugzeugentführungen enthält eine Liste mit meist terroristischem Hintergrund. Im Artikel Rechtsterrorismus werden weitere terroristische Anschläge aufgezählt.

## Erläuterung
In der Spalte Politische Ausrichtung ist die politische bzw. weltanschauliche Einordnung der Täter angegeben: faschistisch, rassistisch, nationalistisch, nationalsozialistisch, sozialistisch, kommunistisch, antiimperialistisch, islamistisch (schiitisch, sunnitisch, deobandisch, salafistisch, wahhabitisch), hinduistisch. Bei vorrangig auf staatliche Unabhängigkeit oder Autonomie zielender Ausrichtung ist autonomistisch vorangestellt, gefolgt von der Region oder der Volksgruppe und ggf. weiteren Merkmalen der Täter: armenisch, irisch (katholisch), kurdisch, tirolisch, tschetschenisch, dagestanisch, punjabisch (sikhistisch), palästinensisch.
Die Opferzahlen der Anschläge werden farbig dargestellt:

>Die Zahl bei den Anschlägen getöteter/verletzter Täter ist in Klammern ( ) gesetzt.

## Januar
| Datum/Beginn    | Betroffenes Land                  | Anschlag                 | Täter | Politische Ausrichtung                            | Mittel      | Ziel                  | Tote | Verletzte | Hintergrund                           |
| --------------- | --------------------------------- | ------------------------ | ----- | ------------------------------------------------- | ----------- | --------------------- | ---- | --------- | ------------------------------------- |
| 02. Januar 1971 | Palästinensische Autonomiegebiete | Anschlag im Gazastreifen | PLO   | autonomistisch-palästinensisch, nationalistisch   | Granate     | Fahrzeug              | 2    | 2         | Israelisch-Palästinensischer Konflikt |
| 27. Januar 1971 | Vereinigtes Königreich            | Anschlag in Belfast      | IRA   | autonomistisch, irisch-republikanisch, katholisch | Schusswaffe | Katholischer Zivilist | 1    |           | Nordirlandkonflikt                    |

## Februar
| Datum/Beginn     | Betroffenes Land       | Anschlag               | Täter                                         | Politische Ausrichtung                                       | Mittel                                | Ziel                                                                | Tote | Verletzte | Hintergrund        |
| ---------------- | ---------------------- | ---------------------- | --------------------------------------------- | ------------------------------------------------------------ | ------------------------------------- | ------------------------------------------------------------------- | ---- | --------- | ------------------ |
| 06. Februar 1971 | Vereinigtes Königreich | Anschlag in Belfast    | PIRA                                          | autonomistisch, irisch-katholisch                            | Scharfschützengewehr                  | Britische Soldaten                                                  | 1    | 4         | Nordirlandkonflikt |
| 07. Februar 1971 | Vereinigtes Königreich | Anschlag in Nordirland | vermutlich Irisch-republikanische Extremisten | irisch-republikanisch                                        | Schusswaffe                           | Protestantischer Zivilist                                           | 1    |           | Nordirlandkonflikt |
| 08. Februar 1971 | Iran                   | Anschlag in Siahkal    | OIPFG                                         | marxistisch-leninistisch                                     | Überfall auf Polizeiposten in Siahkal | Schusswaffen                                                        | 3    |           |                    |
| 09. Februar 1971 | Vereinigtes Königreich | Anschlag in Tyrone     | PIRA                                          | autonomistisch, irisch-republikanisch, links-nationalistisch | Landmine                              | Techniker und Arbeiter in Fahrzeug auf dem Weg zu einer Sendeanlage | 5    | 0         | Nordirlandkonflikt |
| 15. Februar 1971 | Vereinigtes Königreich | Anschlag in Belfast    | IRA                                           | autonomistisch, irisch-republikanisch, katholisch            | Scharfschützengewehr                  | Soldat                                                              | 1    |           | Nordirlandkonflikt |
| 26. Februar 1971 | Vereinigtes Königreich | Anschlag in Belfast    | IRA                                           | autonomistisch, irisch-republikanisch, katholisch            | Schusswaffe                           | Polizisten                                                          | 2    |           | Nordirlandkonflikt |

## März
| Datum/Beginn  | Betroffenes Land       | Anschlag            | Täter | Politische Ausrichtung                                                  | Mittel      | Ziel | Tote | Verletzte | Hintergrund        |
| ------------- | ---------------------- | ------------------- | ----- | ----------------------------------------------------------------------- | ----------- | ---- | ---- | --------- | ------------------ |
| 08. März 1971 | Vereinigtes Königreich | Anschlag in Belfast | OIRA  | autonomistisch, irisch-republikanisch, marxistisch, antiimperialistisch | Schusswaffe |      | 1    |           | Nordirlandkonflikt |

## April
| Datum/Beginn   | Betroffenes Land | Anschlag             | Täter                                    | Politische Ausrichtung           | Mittel                    | Ziel                                         | Tote | Verletzte | Hintergrund |
| -------------- | ---------------- | -------------------- | ---------------------------------------- | -------------------------------- | ------------------------- | -------------------------------------------- | ---- | --------- | ----------- |
| 11. April 1971 | Argentinien      | Anschlag in La Plata | Peronist Armed Forces                    | linksextremistisch, peronistisch | Automatische Schusswaffen | Polizeistation                               | 3    | 0         |             |
| 19. April 1971 | Puerto Rico      | Anschlag in San Juan | vermutlich Armed Commandos of Liberation |                                  | 2 Sprengsätze             | Amerikanische Unternehmen in Einkaufszentrum | 3    | 0         |             |

## Mai
| Datum/Beginn | Betroffenes Land       | Anschlag            | Täter               | Politische Ausrichtung                 | Mittel    | Ziel           | Tote | Verletzte | Hintergrund        |
| ------------ | ---------------------- | ------------------- | ------------------- | -------------------------------------- | --------- | -------------- | ---- | --------- | ------------------ |
| 13. Mai 1971 | USA                    | Anschlag in Chicago | Black Panther Party | sozialistisch, schwarz-nationalistisch | Gewehr    | Polizisten     | 0    | 3         |                    |
| 25. Mai 1971 | Vereinigtes Königreich | Anschlag in Belfast | PIRA                | autonomistisch, irisch-katholisch      | Zeitbombe | Polizeistation | 1    | 27        | Nordirlandkonflikt |

## Juli
| Datum/Beginn  | Betroffenes Land       | Anschlag            | Täter | Politische Ausrichtung                            | Mittel               | Ziel            | Tote | Verletzte | Hintergrund        |
| ------------- | ---------------------- | ------------------- | ----- | ------------------------------------------------- | -------------------- | --------------- | ---- | --------- | ------------------ |
| 12. Juli 1971 | Vereinigtes Königreich | Anschlag in Belfast | IRA   | autonomistisch, irisch-republikanisch, katholisch | Scharfschützengewehr | Militärpersonal | 1    |           | Nordirlandkonflikt |
| 14. Juli 1971 | Vereinigtes Königreich | Anschlag in Belfast | IRA   | autonomistisch, irisch-republikanisch, katholisch | Scharfschützengewehr | Militärpersonal | 1    |           | Nordirlandkonflikt |

## August
| Datum/Beginn    | Betroffenes Land       | Anschlag                | Täter                              | Politische Ausrichtung                              | Mittel               | Ziel                             | Tote | Verletzte | Hintergrund                                          |
| --------------- | ---------------------- | ----------------------- | ---------------------------------- | --------------------------------------------------- | -------------------- | -------------------------------- | ---- | --------- | ---------------------------------------------------- |
| 08. August 1971 | Vereinigtes Königreich | Anschlag in Belfast     | IRA                                | autonomistisch, irisch-republikanisch, katholisch   | Scharfschützengewehr | Militärpersonal                  | 1    |           | Nordirlandkonflikt                                   |
| 09. August 1971 | Vereinigtes Königreich | Anschlag in Belfast     | Irisch-republikanische Extremisten | irisch-republikanisch                               | Sprengsatz           | Protestantischer Sicherheitsmann | 1    |           | Nordirlandkonflikt                                   |
| 09. August 1971 | Vereinigtes Königreich | Anschlag in Clady       | IRA                                | autonomistisch, irisch-republikanisch, katholisch   | Schusswaffe          | Protestantischer Soldat          | 1    |           | Nordirlandkonflikt                                   |
| 10. August 1971 | Vereinigtes Königreich | Anschlag in Derry       | IRA                                | autonomistisch, irisch-republikanisch, katholisch   | Schusswaffe          | Protestantischer Soldat          | 1    |           | Nordirlandkonflikt                                   |
| 11. August 1971 | Vereinigtes Königreich | Anschlag in Belfast     |                                    |                                                     | Schusswaffe          | Katholischer Zivilist            | 1    |           | Nordirlandkonflikt                                   |
| 11. August 1971 | Vereinigtes Königreich | Anschlag in Belfast     | Irisch-republikanische Extremisten | irisch-republikanisch                               | Schusswaffe          | Protestantischer Zivilist        | 1    |           | Nordirlandkonflikt                                   |
| 14. August 1971 | Vereinigtes Königreich | Anschlag in Belfast     | OIRA                               | autonomistisch, irisch-republikanisch, katholisch   | Scharfschützengewehr | Militärpersonal                  | 1    |           | Nordirlandkonflikt                                   |
| 21. August 1971 | Philippinen            | Anschlag in Manila      | Partido Komunista ng Pilipinas     | kommunistisch, marxistisch-leninistisch, maoistisch | 2 Handgranaten       | Parteikundgebung                 | 9    | 95        | Kommunistischer Revolutionskampf auf den Philippinen |
| 25. August 1971 | Vereinigtes Königreich | Anschlag in Belfast     | IRA                                | autonomistisch, irisch-republikanisch, katholisch   | Scharfschützengewehr | Militärpersonal                  | 1    |           | Nordirlandkonflikt                                   |
| 25. August 1971 | Vereinigtes Königreich | Anschlag in Belfast     | IRA                                | autonomistisch, irisch-republikanisch, katholisch   | Sprengsatz           | Büro                             | 1    |           | Nordirlandkonflikt                                   |
| 29. August 1971 | Vereinigtes Königreich | Anschlag in Crossmaglen | IRA                                | autonomistisch, irisch-republikanisch, katholisch   | Schusswaffe          | Militärpersonal                  | 1    |           | Nordirlandkonflikt                                   |
| 30. August 1971 | Vereinigtes Königreich | Anschlag in Belfast     | IRA                                | autonomistisch, irisch-republikanisch, katholisch   | Schusswaffe          | Militärpersonal                  | 1    |           | Nordirlandkonflikt                                   |

## September
| Datum/Beginn       | Betroffenes Land       | Anschlag               | Täter                       | Politische Ausrichtung                            | Mittel               | Ziel                      | Tote | Verletzte | Hintergrund                       |
| ------------------ | ---------------------- | ---------------------- | --------------------------- | ------------------------------------------------- | -------------------- | ------------------------- | ---- | --------- | --------------------------------- |
| 03. September 1971 | Vereinigtes Königreich | Anschlag in Kinawley   | IRA                         | autonomistisch, irisch-republikanisch, katholisch | Schusswaffe          | Militärpersonal           | 1    |           | Nordirlandkonflikt                |
| 03. September 1971 | Vereinigtes Königreich | Anschlag in Belfast    | IRA                         | autonomistisch, irisch-republikanisch, katholisch | Schusswaffe          | Militärpatrouille         | 1    |           | Nordirlandkonflikt                |
| 04. September 1971 | Vereinigtes Königreich | Anschlag in Newry      | OIRA                        | autonomistisch, irisch-republikanisch, katholisch | Landmine             | Militärpersonal           | 1    |           | Nordirlandkonflikt                |
| 09. September 1971 | Vereinigtes Königreich | Anschlag in Nordirland | IRA                         | autonomistisch, irisch-republikanisch, katholisch | Sprengsatz           | Militärpersonal           | 1    |           | Nordirlandkonflikt                |
| 13. September 1971 | Vereinigtes Königreich | Anschlag in Belfast    | Protestantische Extremisten | protestantisch-unionistisch                       | Sprengsatz           | Protestantischer Zivilist | 1    |           | Nordirlandkonflikt                |
| 13. September 1971 | Vereinigtes Königreich | Anschlag in Belfast    | Protestantische Extremisten | protestantisch-unionistisch                       | Sprengsatz           | Protestantischer Zivilist | 1    |           | Nordirlandkonflikt                |
| 14. September 1971 | Vereinigtes Königreich | Anschlag in Tyrone     | IRA                         | autonomistisch, irisch-republikanisch, katholisch | Schusswaffe          | Militärpersonal           | 1    |           | Nordirlandkonflikt                |
| 14. September 1971 | Vereinigtes Königreich | Anschlag in Belfast    | IRA                         | autonomistisch, irisch-republikanisch, katholisch | Schusswaffe          | Militärpersonal           | 1    |           | Nordirlandkonflikt                |
| 16. September 1971 | Vereinigtes Königreich | Anschlag in Belfast    | Protestantische Extremisten | protestantisch-unionistisch                       | Schusswaffe          | Protestantischer Zivilist | 1    |           | Nordirlandkonflikt                |
| 16. September 1971 | Vereinigtes Königreich | Anschlag in Belfast    | IRA                         | autonomistisch, irisch-republikanisch, katholisch | Scharfschützengewehr | Militärpersonal           | 1    |           | Nordirlandkonflikt                |
| 17. September 1971 | Vereinigtes Königreich | Anschlag in Belfast    | IRA                         | autonomistisch, irisch-republikanisch, katholisch | Scharfschützengewehr | Militärpersonal           | 1    |           | Nordirlandkonflikt                |
| 18. September 1971 | Vereinigtes Königreich | Anschlag in Strabane   | IRA                         | autonomistisch, irisch-republikanisch, katholisch | Schusswaffe          | Polizist                  | 1    |           | Nordirlandkonflikt                |
| 26. September 1971 | Kolumbien              | Anschlag in Tolima     | FARC                        | marxistisch                                       | Schusswaffe(n)       | Soldaten                  | 10   |           | Bewaffneter Konflikt in Kolumbien |
| 28. September 1971 | Vereinigtes Königreich | Anschlag in Derry      | IRA                         | autonomistisch, irisch-republikanisch, katholisch | Schusswaffe          | Militärpersonal           | 1    |           | Nordirlandkonflikt                |
| 29. September 1971 | Vereinigtes Königreich | Anschlag in Belfast    | IRA                         | autonomistisch, irisch-republikanisch, katholisch | Sprengsatz           | Lokal                     | 2    |           | Nordirlandkonflikt                |
| 30. September 1971 | Vereinigtes Königreich | Anschlag in Derry      | IRA                         | autonomistisch, irisch-republikanisch, katholisch | Schusswaffe          | Militärpersonal           | 1    |           | Nordirlandkonflikt                |

## Oktober
| Datum/Beginn     | Betroffenes Land       | Anschlag            | Täter | Politische Ausrichtung                            | Mittel               | Ziel                               | Tote   | Verletzte | Hintergrund        |
| ---------------- | ---------------------- | ------------------- | ----- | ------------------------------------------------- | -------------------- | ---------------------------------- | ------ | --------- | ------------------ |
| 01. Oktober 1971 | Vereinigtes Königreich | Anschlag in Belfast | IRA   | autonomistisch, irisch-republikanisch, katholisch | Schusswaffe          | Militärpersonal                    | 1      |           | Nordirlandkonflikt |
| 02. Oktober 1971 | Vereinigtes Königreich | Anschlag in Lambeg  | IRA   | autonomistisch, irisch-republikanisch, katholisch | Sprengsatz           | Elektrizitätswerk                  | 0 (+1) |           | Nordirlandkonflikt |
| 03. Oktober 1971 | Vereinigtes Königreich | Anschlag in Belfast | IRA   | autonomistisch, irisch-republikanisch, katholisch | Schusswaffe          | Militär                            | 1      |           | Nordirlandkonflikt |
| 04. Oktober 1971 | Vereinigtes Königreich | Anschlag in Belfast | OIRA  | autonomistisch, irisch-republikanisch, katholisch | Sprengsatz           | Britischer Armeebeobachtungsposten | 1      |           | Nordirlandkonflikt |
| 09. Oktober 1971 | Vereinigtes Königreich | Anschlag in Belfast | UVF   | protestantisch-unionistisch, loyalistisch         | Sprengsatz           | Lokal                              | 1      |           | Nordirlandkonflikt |
| 15. Oktober 1971 | Vereinigtes Königreich | Anschlag in Belfast | IRA   | autonomistisch, irisch-republikanisch, katholisch | Schusswaffe          | Polizisten                         | 2      |           | Nordirlandkonflikt |
| 15. Oktober 1971 | Vereinigtes Königreich | Anschlag in Belfast | IRA   | autonomistisch, irisch-republikanisch, katholisch | Scharfschützengewehr | Militärpersonal                    | 1      |           | Nordirlandkonflikt |
| 16. Oktober 1971 | Vereinigtes Königreich | Anschlag in Derry   | IRA   | autonomistisch, irisch-republikanisch, katholisch | Scharfschützengewehr | Militärpersonal                    | 1      |           | Nordirlandkonflikt |
| 17. Oktober 1971 | Vereinigtes Königreich | Anschlag in Belfast | IRA   | autonomistisch, irisch-republikanisch, katholisch | Scharfschützengewehr | Militärpersonal                    | 1      |           | Nordirlandkonflikt |
| 23. Oktober 1971 | Vereinigtes Königreich | Anschlag in Belfast | IRA   | autonomistisch, irisch-republikanisch, katholisch | Scharfschützengewehr | Militärpatrouille                  | 1      |           | Nordirlandkonflikt |
| 24. Oktober 1971 | Vereinigtes Königreich | Anschlag in Belfast | IRA   | autonomistisch, irisch-republikanisch, katholisch | Sprengsatz           | Club                               | 1      |           | Nordirlandkonflikt |
| 26. Oktober 1971 | Vereinigtes Königreich | Anschlag in Belfast | IRA   | autonomistisch, irisch-republikanisch, katholisch | Schusswaffe          | Protestantischer Zivilist          | 1      |           | Nordirlandkonflikt |
| 27. Oktober 1971 | Vereinigtes Königreich | Anschlag in Derry   | IRA   | autonomistisch, irisch-republikanisch, katholisch | Sprengsatz           | Britischer Armeebeobachtungsposten | 2      |           | Nordirlandkonflikt |

## November
| Datum/Beginn      | Betroffenes Land       | Anschlag                        | Täter                              | Politische Ausrichtung                            | Mittel                 | Ziel                              | Tote | Verletzte | Hintergrund        |
| ----------------- | ---------------------- | ------------------------------- | ---------------------------------- | ------------------------------------------------- | ---------------------- | --------------------------------- | ---- | --------- | ------------------ |
| 01. November 1971 | Vereinigtes Königreich | Anschlag in Belfast             | IRA                                | autonomistisch, irisch-republikanisch, katholisch | Schusswaffe            | Polizisten                        | 2    |           | Nordirlandkonflikt |
| 02. November 1971 | Vereinigtes Königreich | Anschlag in Belfast             | IRA                                | autonomistisch, irisch-republikanisch, katholisch | Sprengsätze            | Lokal, Gardinenladen              | 3    |           | Nordirlandkonflikt |
| 07. November 1971 | Vereinigtes Königreich | Anschlag in Lurgan              | IRA                                | autonomistisch, irisch-republikanisch, katholisch | Schusswaffe            | Militärpersonal                   | 1    |           | Nordirlandkonflikt |
| 09. November 1971 | Vereinigtes Königreich | Anschlag in Derry               | IRA                                | autonomistisch, irisch-republikanisch, katholisch | Scharfschützengewehr   | Militärpersonal                   | 1    |           | Nordirlandkonflikt |
| 11. November 1971 | Vereinigtes Königreich | Anschlag in Belfast             | IRA                                | autonomistisch, irisch-republikanisch, katholisch | Schusswaffe            | Polizisten                        | 2    |           | Nordirlandkonflikt |
| 12. November 1971 | Vereinigtes Königreich | Anschlag in Belfast             | Irisch-republikanische Extremisten | irisch-republikanisch                             | Schusswaffe            | Niederländischer Seemann          | 1    |           | Nordirlandkonflikt |
| 17. November 1971 | USA                    | Anschlag in Norman              | Weiße Extremisten                  |                                                   | Brandstiftung          | Campus der University of Oklahoma | 0    | 27        |                    |
| 18. November 1971 | Vereinigtes Königreich | Anschlag in Belfast             | IRA                                | autonomistisch, irisch-republikanisch, katholisch | Schusswaffe            | Militärpersonal                   | 1    |           | Nordirlandkonflikt |
| 20. November 1971 | Taiwan                 | Anschlag über den Penghu-Inseln |                                    |                                                   | vermutlich Sprengstoff | China-Airlines-Flugzeug           | 25   | 0         |                    |
| 24. November 1971 | Vereinigtes Königreich | Anschlag in Strabane            | IRA                                | autonomistisch, irisch-republikanisch, katholisch | Schusswaffe(n)         | Militär                           | 1    |           | Nordirlandkonflikt |
| 24. November 1971 | Vereinigtes Königreich | Anschlag in Lurgan              | IRA                                | autonomistisch, irisch-republikanisch, katholisch | Sprengsatz             | Militärpersonal                   | 1    |           | Nordirlandkonflikt |

## Dezember
| Datum/Beginn      | Betroffenes Land       | Anschlag            | Täter | Politische Ausrichtung            | Mittel     | Ziel                            | Tote | Verletzte | Hintergrund        |
| ----------------- | ---------------------- | ------------------- | ----- | --------------------------------- | ---------- | ------------------------------- | ---- | --------- | ------------------ |
| 04. Dezember 1971 | Vereinigtes Königreich | Anschlag in Belfast | UVF   | protestantisch-unionistisch       | Sprengsatz | Katholische Zivilisten in Lokal | 15   | 17        | Nordirlandkonflikt |
| 11. Dezember 1971 | Vereinigtes Königreich | Anschlag in Belfast | IRA   | autonomistisch, irisch-katholisch | Sprengsatz | Einrichtungsfirma               | 4    | 19        | Nordirlandkonflikt |